# Helmina Thun
Helmina Thun, född 16 september 1822 i Lidköping, död 9 september 1904 i Skövde, var en svensk teckningslärare, målare och tecknare.
Thun var från 1863 och under en följd av år anställd som teckningslärare vid Lidköpings elementarläroverk. Hon medverkade i flera utställningar men stora delar av sin produktion skänkte hon till sina forna elever. Hennes konst består av stadsbilder, landskapsskildringar och figurframställningar. Thun är representera vid Lidköpings kommun.